# Domenico Modugno (1970)
Domenico Modugno è il 18º album dell'omonimo cantautore pugliese, il secondo inciso per la RCA Italiana, pubblicato il 6 luglio 1970.

## Il disco
Dopo l'album Domenico Modugno, con soli due inediti ed interamente in italiano, Modugno decide di incidere un album particolare, che riporta canzoni nuove e vecchie del primo periodo RCA, tutte reincise per modernizzarne la sonorità.
Tra le canzoni in italiano sono particolarmente famose La lontananza, Come hai fatto e Ricordando con tenerezza, tutte pubblicate su 45 giri tra l'anno precedente ed il 1970.
L'album successivamente non sarà mai ristampato in CD, ma tutte le registrazioni saranno nel 1972 inserite nell'antologia Tutto Modugno, che al contrario dell'album è stata ristampata nel moderno formato nel 1999.
I seguenti singoli sono collegati al disco:
1. Come hai fatto/Simpatia
2. Ricordando con tenerezza/Il minatore
3. La lontananza/Ti amo, amo te
4. La gabbia/Dove, come e quando

## Le canzoni

### Lato A
In questo disco del cantautore la differenza tra le due facce è ben sentita e evidente
Il lato A è totalmente in italiano, con tutte le canzoni inedite.

#### La lontananza
Il testo di La lontananza è stato scritto da Modugno insieme ad Enrica Bonaccorti, che il cantautore aveva conosciuto l'anno precedente durante l'allestimento dello spettacolo teatrale Mi è caduta una ragazza nel piatto. L'arrangiamento del brano è stato realizzato da Piero Pintucci. 
Ecco come Modugno parla della canzone:

#### Ricordando con tenerezza
Con Ricordando con tenerezza Modugno aveva partecipato nel 1969 alla Mostra Internazionale di Musica Leggera di Venezia.
Il bel brano racconta lo struggente addio alla propria madre di un giovane emigrante, ed il ritorno, anni dopo, alla casa natia, quando ormai la madre non c'è più.

#### Ti amo amo te
Bel brano scritto con Mogol di una storia d'amore.

#### Dove come quando
E il retro de La gabbia su 45 giri. La prima canzone non sarà però pubblicata sull'album.

#### Simpatia
Fu pubblicata su 45 giri con il retro Vecchio frack ma passò abbastanza inosservata al punto di essere riciclata come lato B di Come hai fatto e successivamente nell'album.

#### Come hai fatto
Il testo di Come hai fatto è firmato da Riccardo Pazzaglia, che in genere scriveva canzoni in napoletano; come ha raccontato Modugno, Come hai fatto era nata in origine appunto in napoletano:

### Lato B
Il lato B contiene sei canzoni tutte in lingua siciliana e tutte già editate tra il 1954 e il 1956 (tranne Il grillo e la luna, che è una canzone nuova, anche se il testo è ispirato a quello del vecchio brano Grillu 'nnammuratu, è praticamente la riscoperta delle radici di Modugno, cosa che si farà più intensa con l'album Con l'affetto della memoria del 1971.
Magaria
Scarcagnulu
Ninna nanna
Il grillo e la luna
Il cavallo cieco della miniera
Il minatore

## Crediti
Al disco partecipano come coristi i "Cantori Moderni" di Alessandroni e, nel brano Il minatore, i "4 + 4" di Nora Orlandi.
Gli arrangiamenti sono curati da Piero Pintucci (La lontananza e Ti amo, amo te), Ruggero Cini (Ricordando con tenerezza, Dove, come e quando e Come hai fatto), e Nello Ciangherotti (Simpatia), Guido e Maurizio De Angelis (tutte le canzoni del lato B, tranne Il minatore) e Luciano Michelini (Il minatore).
La copertina dell'album raffigura una fotografia in primo piano del cantautore; sul retro vi è una foto in bianco e nero di Modugno con i figli.

## Tracce

### Lato A
1. La lontananza (testo di Domenico Modugno ed Enrica Bonaccorti; musica di Domenico Modugno)
2. Ricordando con tenerezza
3. Ti amo amo te (testo di Mogol; musica di Elio Isola e Domenico Modugno)
4. Dove come quando (testo di Mario Castellacci; musica di Silvano Spadaccino)
5. Simpatia
6. Come hai fatto

### Lato B
1. Magaria
2. Scarcagnulu
3. Ninna nanna (testo e musica di Domenico Modugno e Franco Nebbia
4. Il grillo e la luna
5. Il cavallo cieco della miniera
6. Il minatore

Tranne dove indicato, i testi e le musiche sono di Domenico Modugno.